# Shikokuchūō
Shikokuchūō (四国中央市, Shikokuchūō-shi) är en stad i den japanska prefekturen Ehime på den norra delen av ön Shikoku. Staden bildades 1 april 2004 då de dåvarande städerna Iyomishima och Kawanoe slogs samman med kommunerna Doi och Shingū. 